# Darren Campbell
Darren Andrew Campbell (Manchester, 12 settembre 1973) è un ex velocista britannico, vincitore della medaglia d'oro ai Giochi olimpici di Atene 2004 con la staffetta 4×100 metri.

## Biografia

### Carriera agonistica
Il suo primo successo è stata la vittoria nei 200 metri ai Campionati scolastici inglesi di atletica leggera. Nel 1991 Campbell conquistò l'oro nei 100 e 200 metri ed l'argento nella 4×100 metri agli Europei juniores di Salonicco. L'anno successivo fu secondo ai Mondiali juniores sia nei 100 che nei 200 metri, sempre battuto da Ato Boldon, ma fu oro nella 4×100 metri.
Esordisce con la nazionale maggiore ai Mondiali di Stoccarda 1993 gareggiando con la 4×100 metri, ma dopo poco lascia l'atletica per il calcio, giocando per Cwmbran Town, Plymouth Argyle, Cinderford Town, Weymouth, UWIC Inter Cardiff e Newport County.
Campbell torna all'atletica nel 1995, ed in quell'anno corre i 100 metri in 10"34, arrivando l'anno dopo a 10"17, partecipando alla XXVI Olimpiade, ad Atlanta nella staffetta 4×100. Ai Mondiali 1997 Campbell vince il bronzo nella staffetta 4×100 m. L'anno successivo agli Europei è oro nei 100 m in 10"04, successo doppiato dalla vittoria nella staffetta 4×100 m. Sempre con la staffetta è oro ai Giochi del Commonwealth dello stesso anno.
Ai Mondiali 1999 è argento nella 4×100 m stabilendo l'attuale record europeo della specialità con il tempo di 37"73, mentre nei 100 metri piani viene eliminato nelle semifinali.
Ai Giochi olimpici di Sydney 2000 Campbell si piazza 6º nella finale dei 100 m e vince a sorpresa la medaglia d'argento nei 200 m. Fino a quel momento infatti si era dedicata quasi esclusivamente ai 100 metri, con un primato personale di 20"49 nella doppia distanza. Durante la prova olimpica dei 200 metri corre i quarti in 20"13, la semifinale in 20"23 e la finale in 20"14.
Agli Europei 2002 Campbell è bronzo nei 100 m e oro nella 4×100 m. Il suo bronzo diviene poi argento, dopo che il connazionale Dwain Chambers confessa di essersi dopato. Campbell di conseguenza perde l'oro nella staffetta, in quanto Chambers era anch'egli membro della squadra britannica.
Nello stesso anno è bronzo ai Giochi del Commonwealth nei 200 m ed oro nella staffetta 4×100 m con Jason Gardener, Marlon Devonish ed Allyn Condon, battendo Asafa Powell al fotofinish.
Ai Mondiali 2003 a Saint-Denis Campbell vince il bronzo nei 100 ed è 4º nei 200 metri. Corre anche la staffetta, ma la medaglia d'argento conquistata viene successivamente revocata per la positività all'antidoping di Chambers. Nello stesso anno Campbell realizza anche il suo primato personale sui 60 m con 6"59.
Ai Giochi olimpici di Atene 2004 Campbell vince a sorpresa la medaglia d'oro nella staffetta 4×100 metri in una squadra composta da Jason Gardener, Marlon Devonish e Mark Lewis-Francis, che battono gli USA di un solo centesimo stabilendo la miglior prestazione mondiale dell'anno con 38"07. Nelle prove individuali però Campbell non brilla: fuori in batteria nei 100 m ed in semifinale nei 200 metri.
Il successo di squadra ottenuto ad Atene viene bissato a Göteborg agli Europei 2006, che vedono primeggiare ancora una volta il Regno Unito. In questa occasione però Campbell non completa il giro d'onore con i suoi compagni, boicottandolo in segno di protesta per le medaglie perse a causa della positività di Dwain Chambers.

### Dopo il ritiro
Campbell annuncia il suo ritiro 18 agosto 2006 ed oggi è ambasciatore di Sky Living for Sport.

## Record nazionali

### Seniores
- Staffetta 4×100 metri: 37"73 ( Siviglia, 29 agosto 1999)  (Jason Gardener, Darren Campbell, Marlon Devonish, Dwain Chambers)

## Palmarès
| Anno                                | Manifestazione          | Sede         | Evento      | Risultato  | Prestazione | Note                  |
| ----------------------------------- | ----------------------- | ------------ | ----------- | ---------- | ----------- | --------------------- |
| In rappresentanza del Regno Unito   |                         |              |             |            |             |                       |
| 1991                                | Europei juniores        | Salonicco    | 100 m piani | Oro        | 10"46       |                       |
| 1991                                | Europei juniores        | Salonicco    | 200 m piani | Oro        | 20"61       |                       |
| 1991                                | Europei juniores        | Salonicco    | 4×100 m     | Argento    | 39"86       |                       |
| 1992                                | Mondiali juniores       | Seul         | 100 m piani | Argento    | 10"46       |                       |
| 1992                                | Mondiali juniores       | Seul         | 200 m piani | Argento    | 20"87       |                       |
| 1992                                | Mondiali juniores       | Seul         | 4×100 m     | Oro        | 39"21       |                       |
| 1996                                | Giochi olimpici         | Atlanta      | 4×100 m     | Batteria   | dnf         |                       |
| 1997                                | Mondiali                | Atene        | 100 m piani | Semifinale | 10"37       |                       |
| 1997                                | Mondiali                | Atene        | 4×100 m     | Bronzo     | 38"14       |                       |
| 1998                                | Europei                 | Budapest     | 100 m piani | Oro        | 10"04       |                       |
| 1998                                | Europei                 | Budapest     | 4×100 m     | Oro        | 38"52       |                       |
| 1999                                | Mondiali                | Siviglia     | 100 m piani | Semifinale | 10"15       |                       |
| 1999                                | Mondiali                | Siviglia     | 4×100 m     | Argento    | 37"73       | Record europeo        |
| 2000                                | Giochi olimpici         | Sydney       | 100 m piani | 6º         | 10"13       |                       |
| 2000                                | Giochi olimpici         | Sydney       | 200 m piani | Argento    | 20"14       |                       |
| 2002                                | Europei                 | Monaco       | 100 m piani | Argento    | 10"15       |                       |
| 2003                                | Mondiali                | Saint-Denis  | 100 m piani | Bronzo     | 10"08       |                       |
| 2003                                | Mondiali                | Saint-Denis  | 200 m piani | 4º         | 20"39       |                       |
| 2004                                | Giochi olimpici         | Atene        | 100 m piani | Batteria   | 10"35       |                       |
| 2004                                | Giochi olimpici         | Atene        | 200 m piani | Semifinale | 20"89       |                       |
| 2004                                | Giochi olimpici         | Atene        | 4×100 m     | Oro        | 38"07       |                       |
| 2006                                | Europei                 | Göteborg     | 4×100 m     | Oro        | 38"91       |                       |
| In rappresentanza dell' Inghilterra |                         |              |             |            |             |                       |
| 1998                                | Giochi del Commonwealth | Kuala Lumpur | 100 m piani | 5º         | 10"08       |                       |
| 1998                                | Giochi del Commonwealth | Kuala Lumpur | 4×100 m     | Oro        | 38"20       | Record dei campionati |
| 2002                                | Giochi del Commonwealth | Manchester   | 200 m piani | Bronzo     | 20"21       |                       |
| 2002                                | Giochi del Commonwealth | Manchester   | 4×100 m     | Oro        | 38"62       |                       |

## Altre competizioni internazionali
1998
- Coppa Europa di atletica leggera ( San Pietroburgo)

2000
- Coppa Europa di atletica leggera ( Gateshead)
- Oro alla Grand Prix Final ( Doha), 100 m piani - 10"25